# ۱۳۳۵ (قمری)
۱۳۳۵ (قمری)، هزار و سیصد و سی و پنجمین سال در گاهشماری هجری قمری است. اول محرم این سال برابر با بیست و هشتم اکتبر سال ۱۹۱۶ میلادی است.

## زادگان
سید محمد مهدی غضنفری

## درگذشتگان
ذوالفقارخان اسعدالدوله حاکم زنجان.

## وابسته
- احمد کسروی
- اسماعیل مرزبان
- عبدالحسین احمد امینی
- سید احمد خوانساری